# TuS Makkabi Frankfurt
Der Turn- und Sportverein Makkabi Frankfurt 1965 e.V. (kurz: TuS Makkabi Frankfurt oder Makkabi Frankfurt) ist ein jüdischer Sportverein in Frankfurt am Main und mit über 5.000 Mitgliedern einer der größeren Sportvereine der Mainmetropole. Er ist Mitglied im Dachverband Makkabi Deutschland.
Der Verein betreibt aktiv 27 Abteilungen in verschiedenen Sportarten. Der Fußball stellt die mitgliederstärkste Abteilung dar. Die Vereinsfarben sind Blau-Weiß und das Vereinswappen enthält das hebräische Wort Makkabi sowie den Davidstern. Der Name „Makkabi“ zu hebräisch יהודה המכבי Jehuda haMakabi geht auf den Beinamen eines Anführers der Juden im Kampf gegen das hellenistische Reich der Seleukiden zurück.  
Seit dem 1. Februar 2020 betreibt der Verein den Makkabi Tennis & Squash Park im Frankfurter Stadtteil Bockenheim. Seine Geschäftsstelle unterhält der Verein im Frankfurter Stadtteil Westend.

## Vereinsstruktur und Organe
Der TuS Makkabi Frankfurt e.V. betreibt aktiv 27 Abteilungen in den Bereichen Leistungs-, Breiten- und Freizeitsport.
Das oberste Gremium des Vereins ist das Präsidium. Ihm gehören der Präsident Alon Meyer sowie derzeit acht weitere Vorstandsmitglieder an.

## Philosophie des Vereins

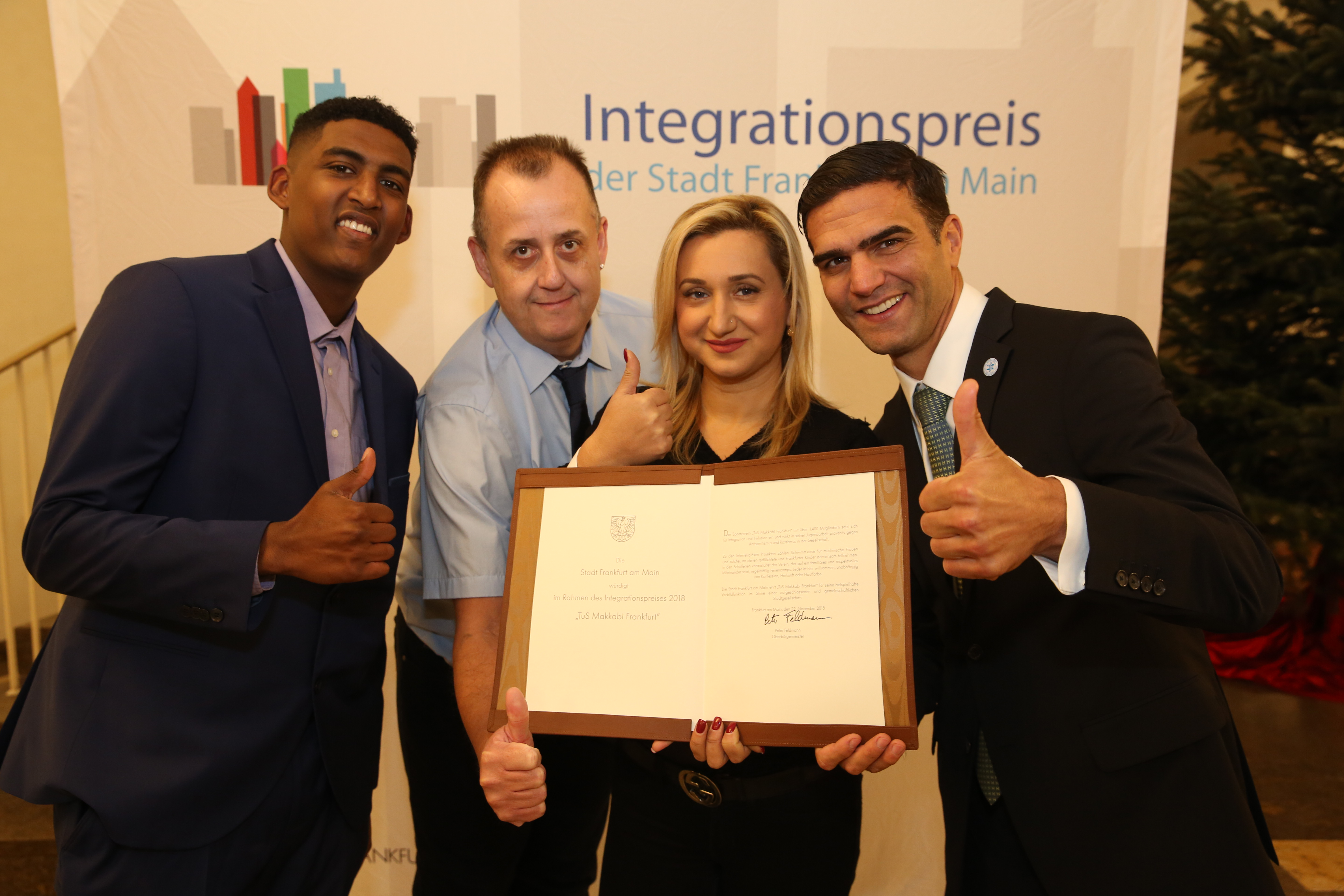
Auszeichnung mit dem Frankfurter Diversitäts- und Integrationspreis im Jahre 2018

Der Verein widmet sich – neben dem täglichen Trainings- und Spielbetrieb – aktiv integrativen und interreligiösen Sportprojekten mit Kindern, Jugendlichen und jungen Geflüchteten. Im Rahmen seines sozialen Engagements kooperiert der Verein mit städtischen Kindergärten, Kindertagesstätten und Schulen, insbesondere mit den Einrichtungen der Jüdischen Gemeinde Frankfurt. Der Verein ist Veranstalter verschiedener Sportangebote für die (Klein-)Kinder und Jugendlichen der kooperierenden Einrichtungen. Bestandteil der Vereinsphilosophie ist das im Jahre 2019 eingeführte Solidarprinzip. Grundlegend besagt das Solidarprinzip, dass jede Sportlerin und jeder Sportler, unabhängig von der jeweiligen finanziellen Situation, die Möglichkeit zur Teilnahme an den Makkabi-Sportangeboten besitzt.

## Auszeichnungen
Für das gesellschaftliche Engagement, das insbesondere auf die Prävention von Antisemitismus und Rassismus ausgerichtet ist, wurde der Verein im Jahre 2018 mit dem Frankfurter Diversitäts- und Integrationspreis ausgezeichnet. Im Jahr 2022 hat der FR-Schlappekicker den Verein mit einer Sonderförderung in Höhe von 3.500 Euro im Rahmen der "Ukraine-Flüchtlingshilfe" unterstützt. Ebenfalls im Jahre 2022 sowie 2023 und 2024 wurde dem Verein der Sterne des Sports in Bronze für das „beispielhafte gesellschaftliche Engagement“ verliehen.

## Geschichte
Am 30. Mai 1965 wurde der TuS Makkabi Frankfurt als Anlaufpunkt für talentierte jüdische Fußballer und als „einer der wichtigsten Meilensteine beim Wiederaufbau der jüdischen Gemeinde“ gegründet. Hierbei stand nicht nur der Sport im Vordergrund, sondern vielmehr die Etablierung eines eigenständigen jüdischen Lebens in Deutschland, als kleiner aber wichtiger Schritt auf dem Weg in die Normalität.
In den 1980er Jahren verlor der TuS Makkabi Frankfurt seine sportliche Heimat am Dachsberg im Frankfurter Stadtteil Preungesheim aufgrund des Neubaus der Autobahn A661. Nach zahlreichen Interimslösungen auf verschiedenen Frankfurter Sportplätzen wurde die Sportanlage Bertramswiese im Stadtteil Dornbusch nahe dem Hessischen Rundfunk zur neuen Spielstätte der Fußballer und die jüdische Gemeinde Frankfurt zum Trainingsort für die Abteilungen Basketball und Tischtennis.
Seit 1980 konnte der Verein einen starken Mitgliederanstieg verzeichnen: Aus 300 Mitgliedern und fünf Abteilungen wurden mittlerweile über 5.000 aktive Mitglieder in 27 Abteilungen, die sich auf über 20 Sportstätten in Frankfurt am Main verteilen.

## Sportstätten
Seit dem Verlust der sportlichen Heimat am Frankfurter Dachsberg in den 1980er Jahren besaß der Verein keine eigene Sportstätte, sondern nutzte seither zahlreiche städtische Sportstätten und Sporthallen für seine Sportabteilungen und die Durchführung des Trainings- und Spielbetriebs. Besonders häufig genutzte Sportstätten sind die Sportanlage Bertramswiese, der Sportpark Preungesheim, die Turnhalle in der Jüdischen Gemeinde Frankfurt am Main sowie die Eissporthalle Frankfurt.

### Makkabi Tennis & Squash Park
2020 übernahm der Verein den Europa Tennis & Squash Park in Bockenheim und betreibt seither die Sportstätte unter dem Namen Makkabi Tennis & Squash Park. Die Sportstätte umfasst fünf Tennis-Außenplätze, drei Tennis-Hallenplätze sowie acht Squash-Plätze. Ebenfalls vor Ort ansässig ist das Restaurant Shalom Makkabi, das durch den Frankfurter Gemeinderabbiner Avichai Apel koscher-zertifiziert wurde, sowie die Makkabi Kosher Bakery.

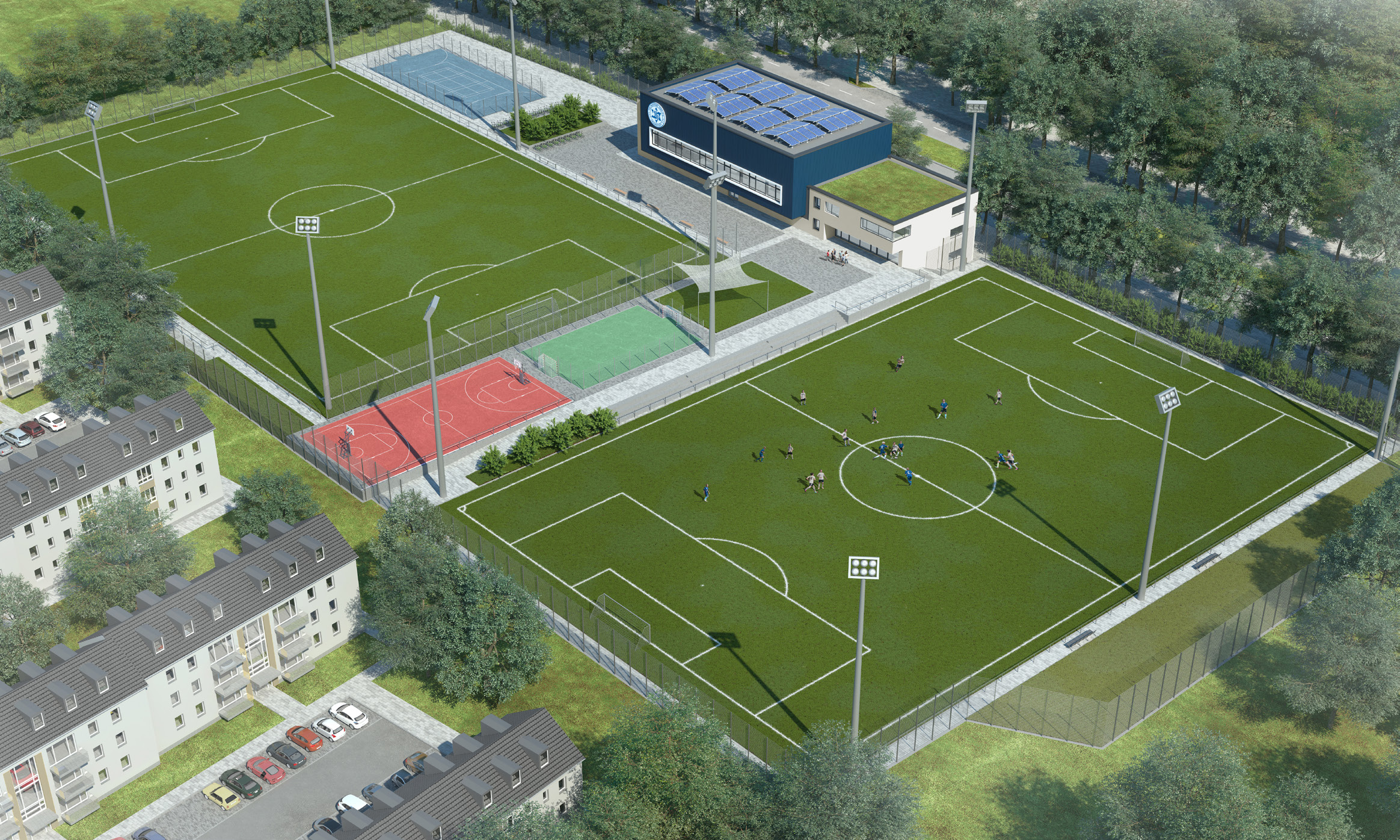
Entwurf des geplanten Makkabi Sportzentrums in Frankfurt-Dornbusch

### Makkabi Sportzentrum
Der Verein plant den Bau eines neuen Sportzentrums, dessen Fertigstellung für das Jahr 2026 vorgesehen ist. Auf dem 24.000 Quadratmeter großen Areal an der Wilhelm-Epstein-Straße, in der Nähe des Europaturms, entsteht eine moderne Sportanlage mit zwei DFB-Großspielfeldern, verschiedenen Kleinspielanlagen und einem multifunktionalen dreistöckigen Vereinsgebäude, vereint mit einer 600 Quadratmeter großen Einfeldsporthalle.

## Sonstiges

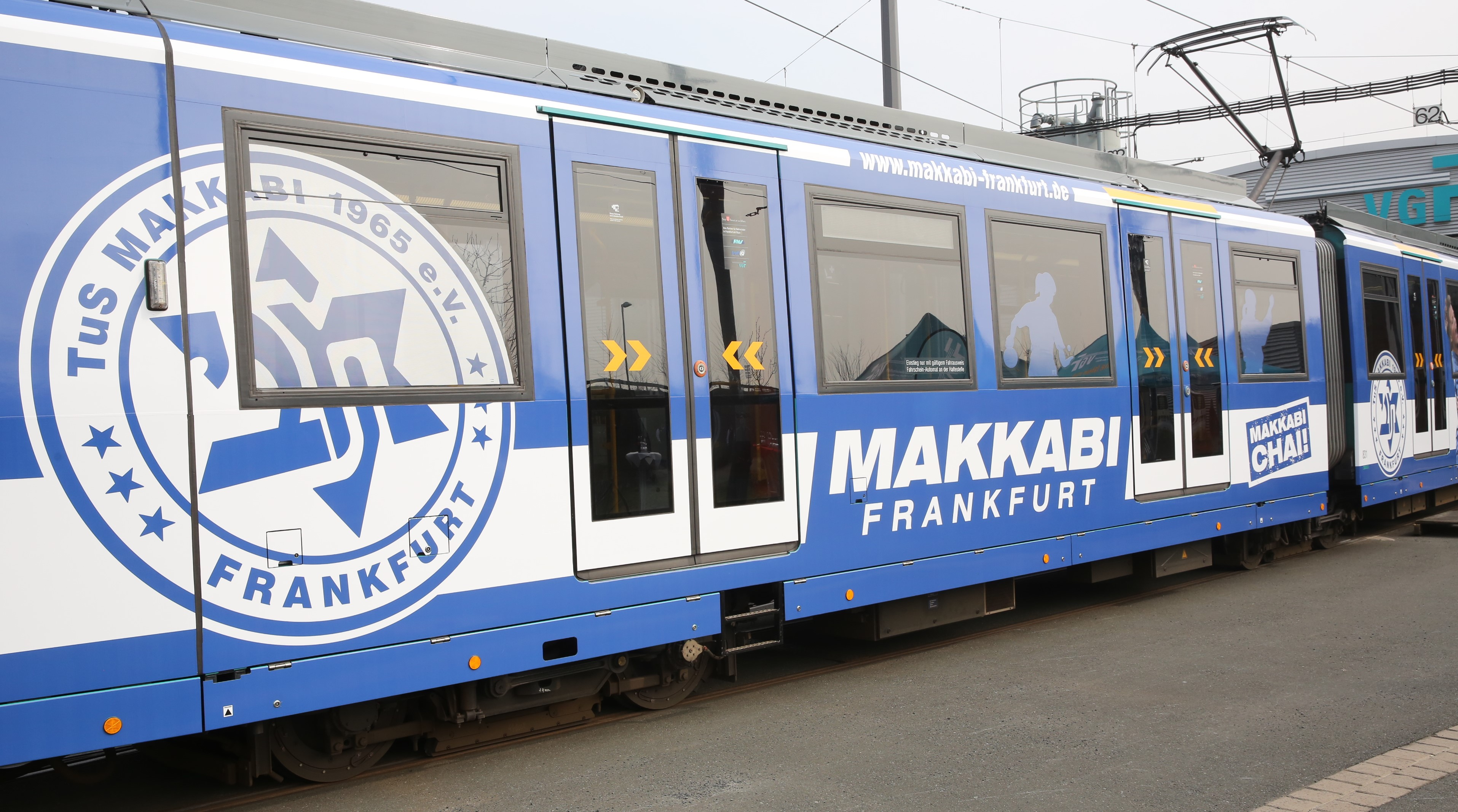
Die „Makkabi-Bahn“ der VGF fährt regelmäßig auf den Linien der U1, U2, U3 und U8.

### Makkabi-Bahn
Der Sportverein ist mit einem eigenen U-Bahn-Design im örtlichen Nahverkehr der VGF unterwegs. Die „Makkabi-Bahn“ ist in den vereinstypischen Farben blau-weiß gehalten. Neben dem großen Vereinslogo sind auch der Vereinsname sowie der vereinstypische Spruch „Makkabi Chai“ zu sehen. Anlass der „Makkabi-Bahn“ war das 50-jährige Jubiläum des Sportvereins im Jahre 2015. Seit dem Jahr 2024 fährt die Makkabi-Bahn in einem neuen Design.

### Feriencamps
Der Sportverein bietet auch in den hessischen Schulferien ein Ferienangebot in den Sportarten Basketball, Fußball, Inline-Artistic, Krav Maga, Schach, Schwimmen, Tennis sowie Tischtennis für Kinder und Jugendliche an. Neben der Spielfreude wird den Teilnehmenden der sportartbezogenen Feriencamps mit integrativem Charakter ein respektvolles Miteinander vermittelt.